# استدلال قابل بازنگری
استدلال قابل بازنگری نوعی استدلال است که به صورت عقلانی موجه و متقاعد کننده است ولی به صورت قیاسی معتبر نیست.
برای تمایز میان استدلال قابل بازنگری و استدلال غیرقابل بازنگری، لطیفه زیر شاید مفید باشد:

در سفری با قطار، از پشت پنجره یک مهندس، یک پزشک و یک ریاضی‌دان گله‌ای گوسفند می‌بینند. مهندس می‌گوید: «می‌بینم که گوسفندها همه سفید هستن». پزشک کمی او را تصحیح می‌کند و می‌گوید: «برخی گوسفندها سفید هستند» و ریاضی‌دان می‌گوید: «گوسفندهایی وجود دارند که دست کم یک طرفشان سفید است».
استدلالِ مهندس قابل بازنگری است چرا که در بردارنده تعمیمی است که به صورت عملگرایانه کافی به نظر می‌رسد. او نیازی نمی‌بیند که خیلی نظرش را تغییر دهد مگر آن که شواهدی متفاوت به دست آورد که او را مجبور به تغییر دیدگاه کلی‌اش دربارهٔ گوسفندها و رنگ‌شان کند. اما ریاضی‌دان هدف دیگری دارد. او تمایل دارد که حتی موردهای خاص و کمیاب را هم در نظر بگیرد و به سادگی نمی‌پذیرد که گوسفندهای سفیدی در آنجا وجود دارند بلکه می‌گوید دست کم یک طرفشان سفید است. استدلال او غیرقابل بازنگری است. برای مهندس نظرش از نظر عملگرایانه متقاعد کننده و کافی است و می‌تواند کمی بلندپروازانه تعمیم دهد و در صورتی که به تناقضی برخورد آن را اصلاح کند. او می‌داند که ممکن است اشتباه کرده باشد. در آن سو، ریاضی‌دان نتیجه‌ای را می‌گیرد که شواهد بیشتر کمتر به آن آسیب بزند. او می‌کوشد نتیجه‌ای بگیرد که مجبور نباشد آن را در اثر گواه‌های تازه بازنگری کند.